# Voyage au paradis (série télévisée)

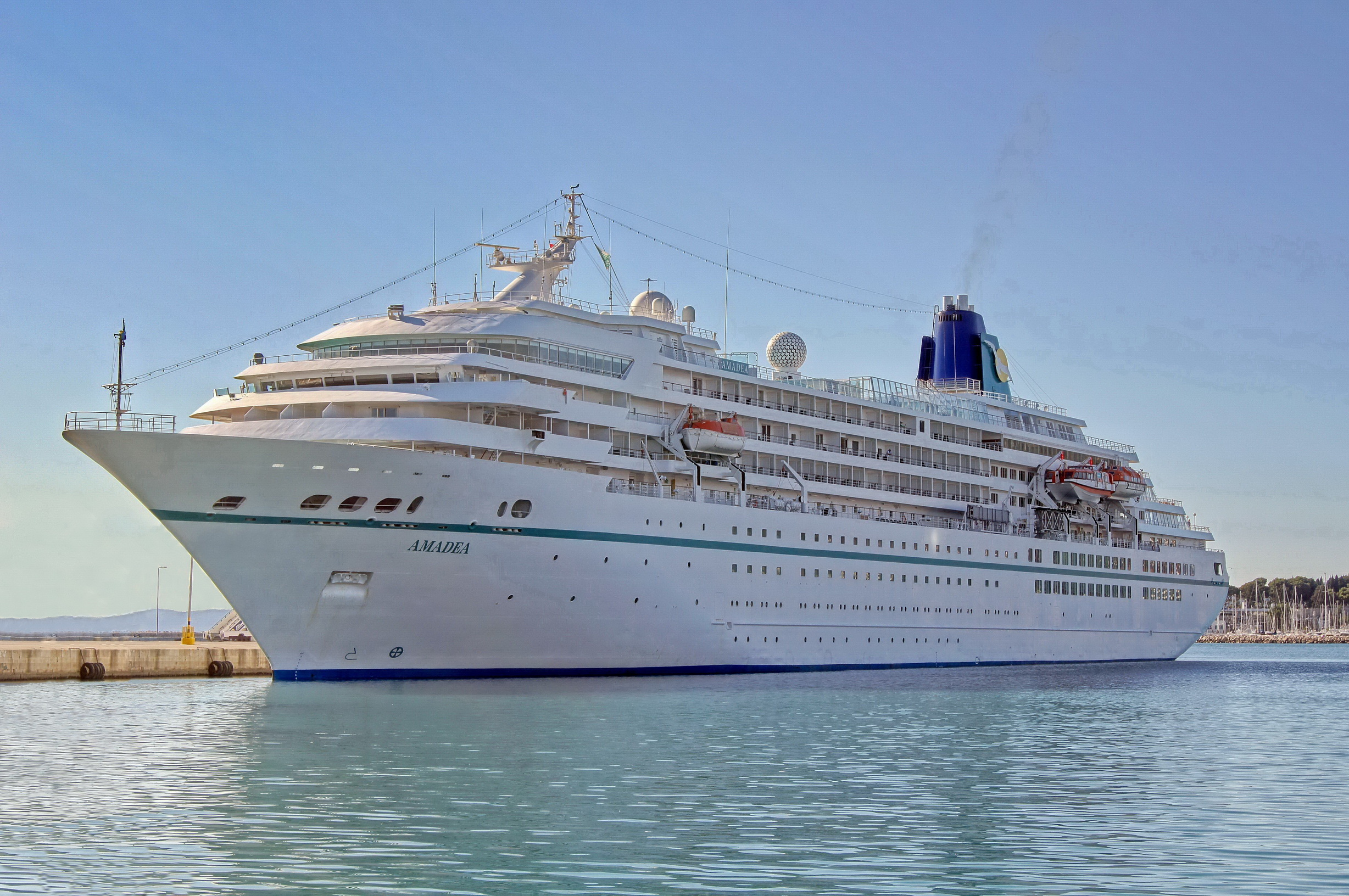
Amadea (ship, 1991) IMO 8913162; in the port of Split, 2011-11-14

Voyage au paradis (Kreuzfahrt ins Glück) est une série télévisée sentimentale allemande réalisée par Hans-Jürgen Tögel, diffusée à partir du 1er janvier 2007 sur ZDF. Il s'agit d'un spin-off de la série Bateau de rêve (de) (Das Traumschiff).

## Synopsis
Un couple, spécialiste des mariages sur un bateau de croisière, vit des aventures mouvementées en Arizona, notamment sauver une jeune épousée extravagante.
Le MS Deutschland met le cap sur l'Arizona. Marie et Daniel, spécialistes du mariage à bord du bateau, ignorent qu'un périple mouvementé les y attend. En effet, au cours de leur voyage, ils devront faire des choix professionnels qui engageront leur avenir, réconcilier un couple que le désir d'enfant déchire et sauver une jeune mariée à la conduite extravagante…

## Fiche technique
- Réalisation : Hans-Jürgen Tögel
- Musique : Hans Günter Wagener
- Durée : 90 minutes
- Date de sortie : 2008

## Distribution
- Eva-Maria Grein : Marie Andresen
- Patrik Fichte (VF : Guillaume Orsat) : Daniel Bergmann
- Siegfried Rauch : le capitaine Paulsen
- Heide Keller : Beatrice
- Horst Naumann : Dr Horst Schröder
- Ursula Buschhorn (VF : Marie Zidi) : Barbara Severin
- Julia Dahmen : Evelyn Steinmann
- Ellen Schwiers : Charlotte
- Fabian von Klitzing : Père Brunauer
- Nicki von Tempelhoff : Jan Severin
- Mia-Sophie Wellenbrink : Claire
- Alexander Wussow : Gerd Steinmann

 Source et légende : version française (VF) sur RS Doublage